# Louis-François Le Fèvre de Caumartin
Pour les articles homonymes, voir Le Fèvre et Caumartin.
Pour les autres membres de la famille, voir Famille Le Fèvre de Caumartin.
Louis-François Le Fèvre de Caumartin de Boissy d'Argouges (1624-1687) est une personnalité française de l'Ancien Régime.

## Biographie
Louis-François Le Fèvre de Caumartin est le petit-fils du garde des Sceaux, Louis Lefèvre de Caumartin. Son père est conseiller d'État. Il épouse une demoiselle de Verthamon. Il est l'ami de Madame de Sévigné et le père de l'évêque de Blois. Son fils, Louis-Urbain, sera ami de Voltaire. Selon Saint-Simon, Louis-François était « l'ami le plus confident et le conseil du cardinal de Retz[réf. nécessaire]. » Sa maîtresse Charlotte-Marie de Lorraine, dite Mademoiselle de Chevreuse, avait beaucoup de considération pour lui. En 1652, il avertit Retz de son arrestation imminente, mais celui-ci négligea l'avis.

## Fonctions
- Conseiller au Parlement de Paris en 1643 ou 1644.
- Maître des requêtes en 1653.
- Intendant de Champagne, de 1667 à 1673.
- Commissaire du roi aux états de Bretagne.

## Publication
- Louis-François Le Fèvre de Caumartin, Procès-verbal de la recherche de la noblesse de Champagne, Chaalons, Jacques Seneuze, 1673 (lire en ligne).